# Smithfield (Caroline du Nord)
Pour les articles homonymes, voir Smithfield.
La ville de Smithfield est le siège du comté de Johnston, situé en Caroline du Nord, aux États-Unis.

## Démographie
| 1850 | 1870 | 1880 | 1890 | 1900 | 1910  |
| ---- | ---- | ---- | ---- | ---- | ----- |
| 329  | 415  | 485  | 550  | 764  | 1 347 |

| 1920  | 1930  | 1940  | 1950  | 1960  | 1970  |
| ----- | ----- | ----- | ----- | ----- | ----- |
| 1 895 | 2 543 | 3 678 | 5 574 | 6 117 | 6 677 |

| 1980  | 1990  | 2000   | 2010   | - | - |
| ----- | ----- | ------ | ------ | - | - |
| 7 288 | 7 540 | 11 510 | 10 966 | - | - |